# Iwan Tertel
Iwan Stanisławawicz Tertel (Cierciel) (biał. Іван Станіслававіч Тэртэль (Церцель), ros. Иван Станиславович Тертель, ur. 8 września 1966 w Przewałce) – białoruski funkcjonariusz państwowy polskiego pochodzenia, od 2020 roku przewodniczący KGB Białorusi.

## Życiorys
Urodzony 8 września 1966 roku we wsi Przewałka na Grodzieńszczyźnie w Białoruskiej Socjalistycznej Republice Radzieckiej, która byłą zdominowana przez ludność katolicką. W młodości używał imienia Jan. Wśród jego krewnych byli żołnierze Armii Krajowej. Uczęszczał do szkoły w pobliskich Druskienikach w Litewskiej Socjalistycznej Republice Radzieckiej. Po szkole studiował w elitarnej Riazańskiej Wyższej Uczelni Powietrznodesantowej, a po jej ukończeniu w 1989 roku uzyskał dyplomy w Instytucie Bezpieczeństwa Narodowego KGB Białorusi (w 1994 roku), Grodzieńskim Uniwersytecie Państwowym (w 1996 roku), Akademii Administracji Publicznej (w 2017 roku).
Od 1984 roku służył w armii, m.in. w 106. dywizji powietrznodesantowej Armii Radzieckiej, która pod koniec istnienia ZSRR m.in. tłumiła zamieszki w Sumgaicie, gdzie doszło do pogromów Ormian. Przebieg służby Tertela jest utajniony z uwagi na kwestie bezpieczeństwa państwa. Po rozpadzie ZSRR wrócił na Białoruś i w 1993 roku rozpoczął służbę w białoruskich wojskach pogranicznych. W 2008 roku przeszedł do KGB na stanowisko zastępcy przewodniczącego u boku byłego oficera wojsk pogranicznych Wadzima Zajcaua, a wkrótce potem awansował na generała.
W 2011 roku znalazł się na liście osób objętych zakazem wjazdu na teren Unii Europejskiej za udział w represjach wobec przeciwników politycznych prezydenta Aleksandra Łukaszenki. W czasie trwania kampanii wyborczej został 3 czerwca 2020 roku mianowany ministrem – przewodniczącym Komitetu Kontroli Państwowej (KGK) i zajmował się śledztwem wobec kandydata na prezydenta Wiktara Babaryki, a następnie w siedzibie Ministerstwa Spraw Zagranicznych prowadził konferencję dla dyplomatów państw UE i USA, w której referował oficjalne wyniki dochodzenia. 4 września 2020 roku przewodniczący KGB Waleryj Wakulczyk został mianowany sekretarzem Rady Bezpieczeństwa, a na stanowisku kierującego KGB zastąpił go Tertel, którego następcą w KGK został jego dotychczasowy zastępca Wasilij Hierasimau.
Z racji swojego polskiego pochodzenia bywał porównywany z Feliksem Dzierżyńskim.

### Sankcje z UE i innych krajów po 2020
31 sierpnia 2020 r. Iwan Tertel został wpisany na listę osób objętych bezterminowym zakazem wjazdu na Łotwę, pięcioletnim zakazem wjazdu do Estonii oraz zakazem wjazdu na Litwę.
6 listopada 2020 roku został ponownie wpisany na listę białoruskich urzędników, którym zakazano wjazdu na terytorium UE. Wielka Brytania, Kanada, Szwajcaria również umieściły Tertela na swoich listach sankcyjnych. 24 listopada 2020 roku do unijnych sankcji przystąpiły Albania, Islandia, Liechtenstein, Norwegia, Macedonia Północna i Czarnogóra.
Od 2021 roku Tertel znajduje się na amerykańskiej liście sankcyjnej specjalnie wyznaczonych obywateli i osób zablokowanych.
W marcu 2022 roku znalazł się pod sankcjami Japonii, a w październiku także Ukrainy.